# Bult-Krangeweer
De Bult-Krangeweer is een voormalig waterschap in de provincie Groningen.
Het schap werd in 1949 gevormd door de samenvoeging van de Krangeweersterpolder, Oosterkrangeweersterpolder, de Westerkrangeweersterpolder en het waterschap de Bult. De fusie was het gevolg van een samenwerking van deze polders in 1946 onder de naam de Gezamenlijke Krangeweerster molenpolders. Het gemaal van het schap stond aan het Westerwijtwerdermaar op de plaats van de molen van de Krangeweersterpolder.
Waterstaatkundig gezien ligt het gebied sinds 1995 binnen dat van het waterschap Noorderzijlvest.